# 日本ネイリスト協会
日本ネイリスト協会（にほんネイリストきょうかい、Japan Nailist Association、略称：JNA）は、日本におけるネイル産業の健全な発展を目的に技術者・ネイル関連メーカー・流通業者、教育機関などが集って1985年に設立された日本の特定非営利活動法人。

## 職業の呼称について
「ネイリスト」とは、日本ネイリスト協会が発足する際に作られた和製英語で、英語では「マニキュアリスト（manicurist）」。日本で作られたこの呼称は日本国内のみならずアジア諸国でも使われている。なお、「ネイリスト」は2008年10月10日に登録商標されている（登録5172264（商願2008-029041） 。

## 活動内容
技術の向上を目的とした「ネイリスト技能検定試験」の運営、技術コンテストの実施、教育機関やサロンなどの認定などが主な活動内容。

## 沿革
1996年より毎年11月に「ネイルオブザイヤー」（旧：ネイルクイーン）を発表し表彰している。2006年2月よりNPO法人（特定非営利活動法人）の認証を受け、それまでの任意団体から法人化。

## 役職
- 2006年2月1日 - 理事長 北村晋
- 2009年7月1日 - 理事長 滝川晃一
- 2019年7月1日 - 理事長 仲宗根幸子

## JNA認定制度

### 認定講師
JNAが実施する資格試験に合格することにより、与えられる資格。
JNA認定講師は、JNA講師会のメンバーとして協会の目的のために、イベント実行委員、JNEネイリスト技能検定試験やJNAジェルネイル技能検定試験の試験官、コンテストの審査員、関係セミナーを担当すること、および、自らの意思により活動し貢献することが求められる。

### 認定校
ネイルに関する知識・技術を教育する学校としてJNAが定めた認定基準を満たし、健全な技術教育の普及に貢献する教育施設。
認定ネイル専門校、認定ネイル併設校、認定理容美容養成学校の3つの種類がある。